# East Lyme
East Lyme est une ville du comté de New London dans l'État du Connecticut aux États-Unis. Lors du recensement de 2010, sa population était de 19 159 habitants.

## Géographie
Selon le bureau du recensement des États-Unis, la ville a une superficie totale de 41,99 milles carrés (108,75 km2), dont 34 milles carrés (88,06 km2) de terre et 8 milles carrés (20,72 km2) d'eau, soit 19 %.

## Histoire
East Lyme devient une municipalité indépendante de Lyme en 1839.

## Démographie
| 1850  | 1860  | 1870  | 1880  | 1890  | 1900  |
| ----- | ----- | ----- | ----- | ----- | ----- |
| 1 382 | 1 506 | 1 506 | 1 731 | 2 048 | 1 836 |

| 1910  | 1920  | 1930  | 1940  | 1950  | 1960  |
| ----- | ----- | ----- | ----- | ----- | ----- |
| 1 916 | 2 291 | 2 575 | 3 338 | 3 870 | 6 782 |

| 1970   | 1980   | 1990   | 2000   | 2010   | - |
| ------ | ------ | ------ | ------ | ------ | - |
| 11 399 | 13 870 | 15 340 | 18 118 | 19 159 | - |